# Klintastab

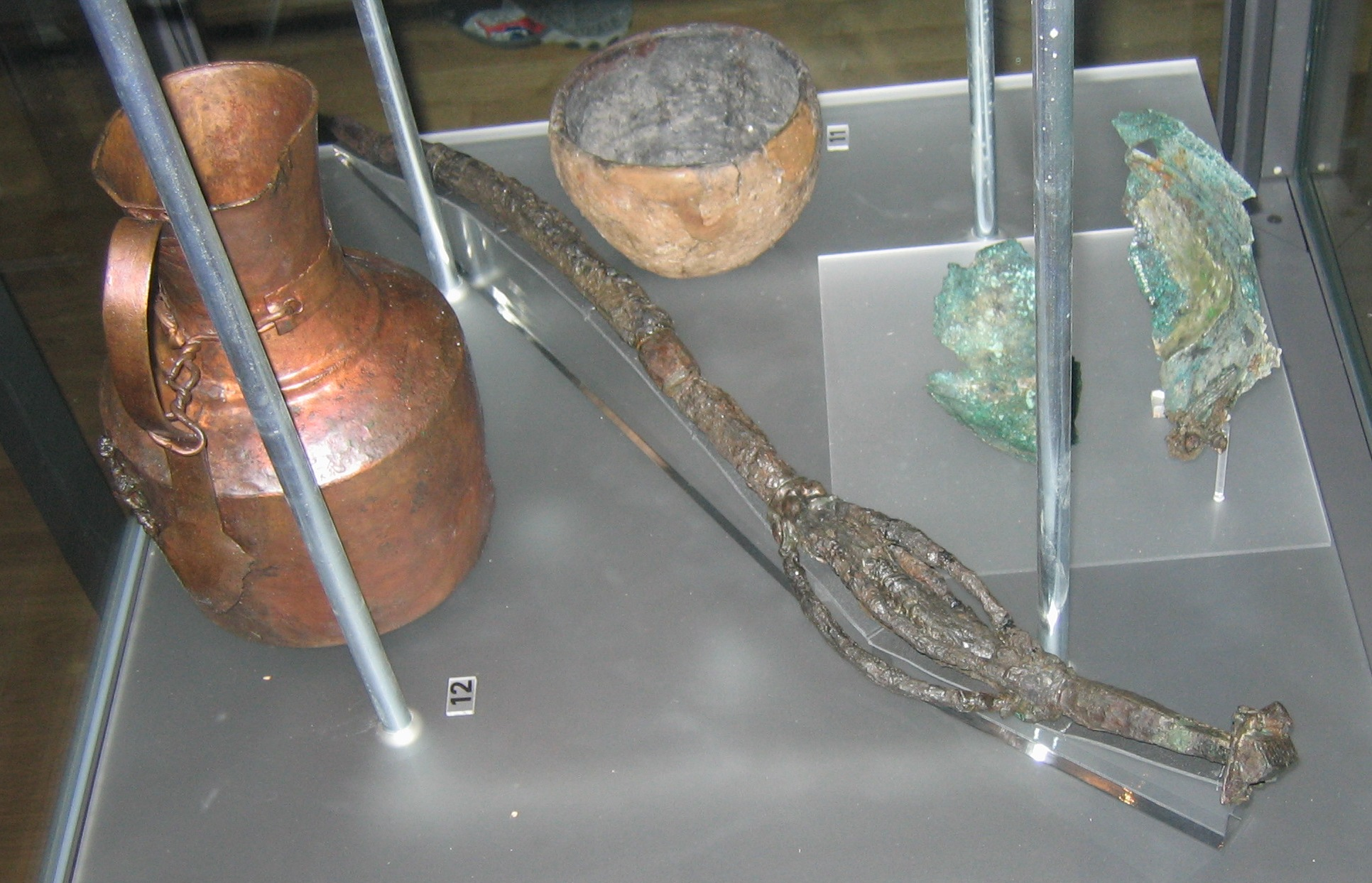
Die Grabfunde

Der Klintastab (schwedisch Klintastaven) ist eine etwa 80 cm lange Eisenstange, die 1957 bei einer von Karl Gustaf Pettersson geleiteten Ausgrabung in Klinta auf Öland in Schweden gefunden wurde.
Der Stab stammt aus der Wikingerzeit und wurde in einem Grab mit einer Axt, zwei kleinen Bronzetellern mit Runen, einem Bronzekrug aus dem Orient, einer Bronzeschale aus Westeuropa, einer arabischen Silbermünze, einem Messer, einer Schere und ovalen Paarschnallen (im Bild unten links dargestellt) mit einem Satz Perlen gefunden. Das Grab enthielt auch verbrannte Knochen einer zweiten Person sowie verbrannte Tierknochen.

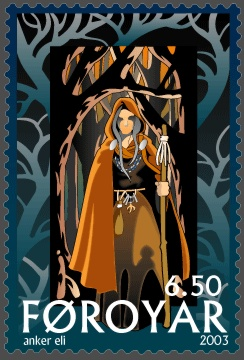
Künstlerische Darstellung auf einer Briefmarke der Faroer

Die untere Stabspitze ist abgebrochen, so dass der Stab ursprünglich länger war. Der obere Teil besteht aus einer korbartigen Aufweitung. Zuoberst befindet sich ein kleines Haus mit vier kleinen Tieren. Der „Korb“ erscheint auch auf anderen Stäben der Wikingerzeit in Schweden, aber das Haus und die Tiere sind etwas Besonderes. Diese Stäbe werden hauptsächlich in Frauengräbern gefunden.
Bisher wurden sie unter anderem als Spieße interpretiert. Heute gelten sie als in der Wikingerzeit verwendete Objekte bei der Wahrsagerei, die gemäß der nordischen Mythologie eine Völva ausführte. Der Macht symbolisierende Stab gehörte wahrscheinlich einer Völva auf Öland.
Der Stab wird in der Wikingerausstellung im Staatlichen Historischen Museum in Stockholm gezeigt. Er hat die Inventarnummer SHM 25840.
Der Stein von Klinta ist einer der nicht zahlreichen bronzezeitlichen Steine mit Felsritzungen, der dazu noch Schälchen besitzt.